# 埃尔韦·弗朗丹

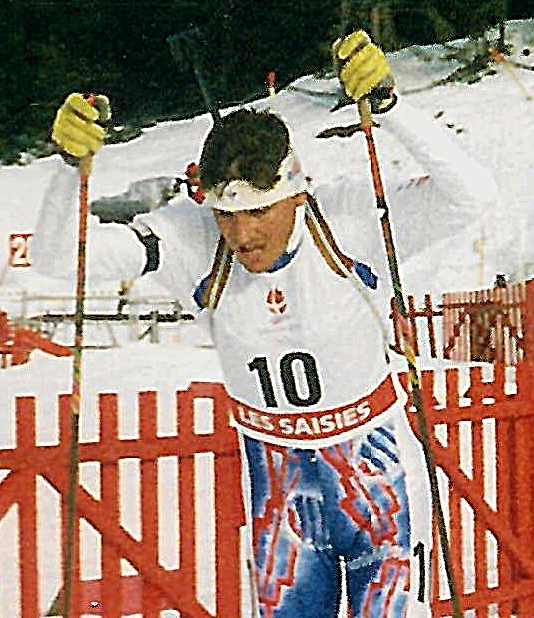
埃尔韦·弗朗丹

埃尔韦·弗朗丹（法語：Hervé Flandin，1965年6月4日—），法国男子冬季两项运动员。他曾代表法国参加1988年、1992年和1994年冬季奥林匹克运动会冬季两项比赛，获得一枚铜牌。